# Diskový oddíl

Obvyklé rozdělení disku pro dual-boot Linuxu a Windows. Do adresářů /home a /windows jsou tzv. namountovány další oddíly.

Diskové oddíly (anglicky partition) slouží k rozdělení fyzického disku na oddíly (fyzické nebo logické), se kterými je možné nezávisle manipulovat. Laicky řečeno, po rozdělení pevného disku se pak tento z pohledu souborů jeví jako několik samostatných disků, které mohou být různě naformátovány (tj. mít odlišnou logickou strukturu) a dokonce mohou obsahovat i různé operační systémy.
Rozdělení fyzického disku na logické diskové oddíly bývá uvedeno v tzv. Partition Table (tabulka rozdělení disku), která se nachází na úplně prvním sektoru disku (tzv. Master boot record, hlavní spouštěcí záznam). Nejčastější verze této tabulky umožňuje pouze čtyři záznamy (primary partitions), ale v případě většího počtu diskových oddílů na jednom médiu je možné v hlavní (primární) tabulce odkázat na takzvaný rozšířený diskový oddíl (extended partition), na jehož začátku se opět nachází MBR s další tabulkou, ve které je uvedeno rozdělení extended partition na další oddíly.

## Výhody více diskových oddílů
Vytvoření více než jednoho oddílu má následující výhody:
- Možnost mít na jednom počítači více operačních systémů. Např. lze nainstalovat Linux, Mac OS X, Microsoft Windows či jiné operační systémy na různé diskové oddíly pevného disku a při startu počítače si jednoduše vybrat jeden z nich, který chceme aktuálně používat (ostatní je možné provozovat na virtuálním stroji ve vybraném OS). Někdy je sice možné nainstalovat dva operační systémy na stejný logický oddíl, bývá to ale těžší a omezuje to výkonnost nebo vlastnosti jednoho z těchto systémů.

- Oddělení operačního systému (OS) a programových souborů od uživatelských souborů. Díky tomu lze poté vytvářet záložní obrazy disku pouze z operačního systému a instalovaného software.

- Možnost mít oddělené místo pro stránkování paměti.

- Možnost oddělit softwarovou cache od ostatních souborů. Ta může dynamicky zvětšovat svou velikost a eventuálně zaplnit souborový systém.

- Ochrana izolací souborů. Logická poškození disku zasahují oddíly tak, že poškodí jeden oddíl a ostatní zůstanou nepoškozeny. Například v případě poškození operačního systému může dojít ke ztrátě dat na jeho systémovém oddílu, zatímco datové oddíly zůstanou nepoškozeny. Kromě toho možnost zcela smazat systémový oddíl zjednodušuje reinstalaci operačního systému.

- Celkové zvýšení výkonu počítače v systémech, kde jsou menší souborové systémy efektivnější. Mnoho souborových systémů má omezení velikosti logického oddílu, ať už ve smyslu limitu, nebo ve smyslu rostoucí neefektivity metadat (například u NTFS rozsáhlejší MFT tabulka způsobuje, že přístup k souborům na jednom velkém oddílu je pomalejší než na dvou menších).

## Nevýhody více diskových oddílů
Vytvořením více než jednoho oddílu na pevném disku má následující nevýhody:
- Snižuje se celkové místo dostupné pro ukládání uživatelských dat na disk. Operační systém totiž musí vytvořit na každém oddílu speciální oblast pro správu konkrétního souborového systému.

- Snižuje se celkový výkon disku v systémech, kde je často k datům přistupováno paralelně na více oddílech, jelikož čtecí a zápisová hlava disku je tak nucena hýbat se sem a tam, aby mohla přistupovat k datům na každém oddílu. Tento problém se netýká SSD disků, které na rozdíl od klasických pevných disků neobsahují pohyblivé mechanické části.

- Může zabránit využití celé kapacity disku. Např., pokud máte dva oddíly, na každém 3GB volného místa (6GB celkem), nemůžete na disk nahrát 4GB obraz DVD, protože žádný z těchto dvou oddílů pro tento soubor neposkytuje dostatek místa. Pokud by stejné soubory z těchto dvou oddílů byly na jednom oddílu zabírajícím celý disk, pak by šlo 4GB obraz bez problému uložit do onoho 6GB prostoru.

- Zpomalí se přesun dat mezi různými diskovými oddíly jednoho pevného disku. Operační systém totiž musí zkopírovat celý obsah přesouvaných dat i přesto, že data zůstávají na stejném disku. Při použití jednoho diskového oddílu stačí při přesunu dat pozměnit administrační část souborového systému, samotná data nebudou kopírována ani přesouvána uvnitř pevného disku, což vede k mnohem rychlejšímu dokončení požadované operace.

## Tabulka rozdělení disku
Tabulka s popisem rozdělení disku se nachází na jeho úplném začátku v takzvaném MBR (Master boot record, tj. prvních 512 bajtů na disku). V tomto prostoru se obvykle kromě tabulky nachází i zavaděč, který rozhoduje, ze kterého oddílu bude následně zaveden operační systém. Tabulka může mít několik různých formátů. Na počítačích PC je nejčastěji používána tzv. DOSová tabulka, která však neumožňuje popisovat disky větší, než 2 TB. Proto v operačních systémech MS Windows existují tzv. dynamické disky a ve Windows Vista a Windows 7 již existuje částečná podpora GPT v rámci datových oddílů. Od Windows 8 je GPT plně podporováno a může být použito i k zavedení operačního systému.

## Druhy oddílů v systému DOS
Nejznámějším způsobem rozdělení disku je rozdělení vycházející z potřeb PC BIOSu, které dělí disk na primární a sekundární oddíly (anglicky zvané partition). Pro vytváření oddílů je v DOSu určen program fdisk.
Dalším, odlišným způsobem dělení je
- Apple Partition Map (APM) - Macintosh
- EFI GUID
- Windows LDM („Dynamický disk“)

Jiné způsoby (bez vlastního jména) dále používají systémy
- Acorn
- Alpha OSF
- Atari
- SGI
- Ultrix
- Sun
- Karma

### Primární oddíly disku
PC BIOS umožňuje definovat v MBR umístěném v prvním sektoru disku čtyři primární oddíly. U primárního disku by právě jeden z těchto oddílů měl být označen jako bootovací (tedy jako ten, ze kterého lze nahrávat operační systém). V MS-DOS a dřívějších verzích Microsoft Windows bylo nutné, aby byl operační systém nainstalován na primární oddíl, který byl po nabootování označen jako disk C:.
Modernější operační systémy mohou obsahovat zavaděče schopné překonat toto omezení, ale pokud má z disku startovat více operačních systémů, rozdělení na primární oddíly může být jediné na kterém se „shodnou“.

### Rozšířené oddíly disku
Kromě primárních oddílů MS-DOS zavedl rozšířené oddíly. Ty jsou implementovány jako jeden oddíl rozdělený na větší počet logických disků. Na disku může být pouze jeden rozšířený oddíl.
Příklad: Disk s jedním primárním a jedním rozšířeným oddílem se dvěma logickými disky ukáže tři jednotky, C:, D:, a E:.

### Typy oddílů
Každý oddíl je označen kódem, který označuje jeho formát a použití, například:
- 0xA5 FreeBSD
- 0x07 HPFS (OS/2)
- 0x81 Minix
- MS-DOS
  - 0x01 - FAT 12
  - 0x04 - FAT 16
  - 0x06 - FAT 16, DOS 3.31+ přes 32MB
  - 0x0B - FAT 32
- 0x65 Novell Netware
- Linux
  - 0x83 Linux (např. ext2, ale ne jenom)
  - 0x82 Linux swap
  - 0xfd Linux RAID autodetect
- Solaris
- 0x07 - NTFS (Windows)
- 0x02 - Xenix

## Komprimované jednotky v DOSu
Pevné disky měly dříve poměrně malou kapacitu a proto bylo možné jejich obsah komprimovat, čímž se ušetřilo místo. Používaly se programy STACKER (DR-DOS kromě 6), SuperStor (DR-DOS 6), DoubleSpace nebo DriveSpace (MS-DOS, Windows 95). Komprese je realizována vytvořením jednoho velkého souboru v diskovém oddílu. Soubor pak obsahuje všechna zkomprimovaná data. Po zavedení ovladače komprimovaného disku do paměti je soubor otevřen a jeho obsahu je přiřazeno samostatné písmeno disku. Komprimace a dekomprimace je prováděna na pozadí, takže je před uživatelem skryta. Navíc je provedena záměna písmen původního oddílu a komprimované jednotky, takže komprimovaná jednotka má pak označení C:.

## Práce s oddíly

### Microsoft Windows
Pod operačním systémem MS Windows je obvyklé provozovat jedinou jednotku C: a zde se ukládají všechna data včetně souborů operačního systému a odkládacího souboru. Specialisté ale dávají přednost dělení na disk systémový, datový a odkládací jakožto samostatné oddíly. Zatímco použití jediného oddílu na vše klade vyšší nároky, na údržbu systému je řešení s více oddíly praktičtější, při potřebě měnit logické oddíly a obsah. K tomu se používají další programy jako je net-runna Enterprise, Acronis Disk Director Suite, diskdump, Paragon Partition Manager, Norton Partition Magic nebo Norton Ghost. Uživateli je tak umožněno při využití více oddílů rychlejší zotavení z nákazy viry, trojskými koňmi nebo z jinak poškozeného operačního systému.

### UNIXové systémy

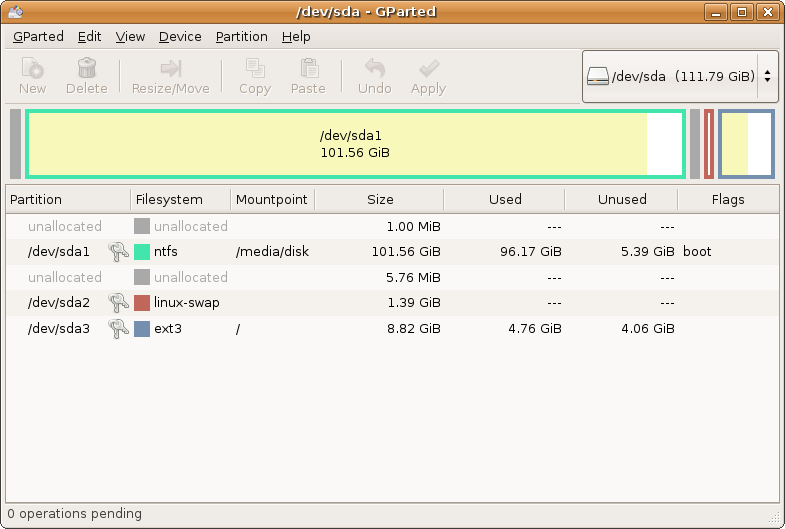
Oblíbeným nástrojem na úpravy diskových oddílů je GParted, spustitelný i z bootovacího CD.

Pro UNIXové operační systémy a operační systémy vycházející z UNIXů (jako Linux a macOS), je obvyklé vytvoření oddělených oddílů pro / (systém), /home (uživatelská data), a swapový, lze vytvořit oddíly i pro /boot, /tmp, /usr, /var či /opt. (Totéž platí pro operační systémy BSD a odvozené, jako třeba Solaris, až na to že místo použití více partition rozdělí jednu partition na několik tzv. slices.)
Takové schéma má několik výhod: pokud se jeden systém souborů poškodí, zbytek dat zůstane neporušený a je minimalizována jejich ztráta; oddíly mohou být zpřístupněny ke čtení (read-only) a zpracování setuid souborů tak zablokuje zvýšení bezpečnosti; výkon může být zvýšen díky kratším pohybům po diskové hlavě.
Ovšem má to nevýhodu v disku rozděleném se na velikostně pevně dané oddíly - tak například uživatel může svůj oddíl zaplnit, třebaže ostatní oddíly mají stále spoustu místa nevyužitého. Nevýhoda běžných pevných disků je obtížné přerozdělování volného místa po jejich prvotním rozdělení na oddíly. Správce logických disků (LVM) tento problém elegantně řeší přidáním logické vrstvy mezi fyzická média a operační systém. Do logické jednotky lze snadno přidávat (nebo odebírat) fyzické partition a disky a tím měnit její velikost (nutná je ovšem i podpora souborového systému).